# Бальдвинссон, Бальдвин
Ба́льдвин Ба́льдвинссон (фар. Baldvin Baldvinsson; род. 15 октября 1944 года в Торсхавне, Фарерские острова) — бывший фарерский футболист, тренер и судья, нападающий, наиболее известный по выступлениям за клуб «Б36» и национальную сборную Фарерских островов.

## Карьера игрока

### Клубная
Бальдвин начинал карьеру в клубе «Б36» из своего родного города. Он дебютировал за «чёрно-белых» 3 сентября 1961 года в матче финала кубка Фарерских островов против клуба «ТБ». Свою первую игру в чемпионате Фарерских островов нападающий провёл 16 июня 1963 года, это также была встреча с «ТБ». В ней Бальдвин отметился 2 забитыми голами. Всего в своём дебютном сезоне он принял участие в 4 матчах высшего фарерского дивизиона и забил в них 3 гола. В 1965 году Бальдвин забил 4 мяча в 6 матчах чемпионата и впервые стал его лучшим бомбардиром (совместно с тремя другими игроками). В том же сезоне форвард в составе «Б36» выиграл кубок Фарерских островов, в финальном поединке с «ХБ» он оформил дубль.
В сезоне-1968 Бальдвин в 8 матчах отличился 9 раз и во второй раз стал лучшим бомбардиром фарерского первенства. В 1972 году нападающий провёл наиболее продуктивный сезон в карьере и забил 11 мячей в 10 играх, однако лучшим бомбардиром турнира стал не он, а Хери Нольсё из «ХБ», отличившийся 16 раз. Бальдвин продолжал выступать за «Б36» до конца сезона-1977. Затем покинул родной клуб и стал играющим тренером тофтирского «Б68». Он лично принимал участие во всех 3 встречах кубковой кампании 1979 года, когда тофтирцы впервые в своей истории дошли до стадии четвертьфинала. В 1980—1981 годах Бальдвин выступал за резервные команды «ХБ» в низших фарерских дивизионах. Сезон-1982 он провёл в качестве играющего тренера «СИ», а после его окончания принял решение завершить карьеру футболиста.

### Международная
Бальдвин выступал за национальную сборную Фарерских островов до её принятия в ФИФА. Он дебютировал за сборную 19 июля 1964 года в товарищеском матче против второй сборной Исландии. 2 июля 1967 года в поединке за Трофей Аллана Адама со сборной Хетланна Бальдвин забил победный гол, ставший для него единственным за национальную команду. Свою последнюю игру за сборную он сыграл 18 июня 1973 года, это была встреча со сборной Оркнейских островов. Нападающего продолжали вызывать в национальную команду вплоть до 1976 года, однако он больше не выходил на поле. Всего на счету Бальдвина 5 матчей и 1 забитый мяч за сборную Фарерских островов.
| Матчи и голы Бальдвина Бальдвинссона за национальную сборную Фарерских островов | Матчи и голы Бальдвина Бальдвинссона за национальную сборную Фарерских островов | Матчи и голы Бальдвина Бальдвинссона за национальную сборную Фарерских островов | Матчи и голы Бальдвина Бальдвинссона за национальную сборную Фарерских островов | Матчи и голы Бальдвина Бальдвинссона за национальную сборную Фарерских островов | Матчи и голы Бальдвина Бальдвинссона за национальную сборную Фарерских островов |
| №                                                                               | Дата                                                                            | Оппонент                                                                        | Счёт                                                                            | Голы                                                                            | Соревнование                                                                    |
| ------------------------------------------------------------------------------- | ------------------------------------------------------------------------------- | ------------------------------------------------------------------------------- | ------------------------------------------------------------------------------- | ------------------------------------------------------------------------------- | ------------------------------------------------------------------------------- |
| 1                                                                               | 19 июля 1964                                                                    | Исландия B                                                                      | 1:3                                                                             |                                                                                 | Товарищеский матч                                                               |
| 2                                                                               | 2 июля 1967                                                                     | Хетланн                                                                         | 1:0                                                                             | 50′                                                                             | Трофей Аллана Адама                                                             |
| 3                                                                               | 21 июля 1967                                                                    | Исландия B                                                                      | 1:2                                                                             |                                                                                 | Товарищеский матч                                                               |
| 4                                                                               | 13 июня 1973                                                                    | Хетланн                                                                         | 1:5                                                                             |                                                                                 | Североатлантический кубок                                                       |
| 5                                                                               | 18 июня 1973                                                                    | Оркнейские острова                                                              | 1:2                                                                             |                                                                                 | Североатлантический кубок                                                       |

Итого: 5 матчей и 1 гол; 1 победа, 0 ничьих, 4 поражения.

## Достижения

### Командные
«Б36»
- Обладатель Кубка Фарерских островов (1): 1965

### Личные
- Лучший бомбардир чемпионата Фарерских островов (2): 1965 (4 гола)[7], 1968 (9 голов)

## Тренерская карьера
В 1978 году Бальдвин стал играющим главным тренером «Б68», выступавшего в первом дивизионе. Он руководил тофтирцами 2 сезона. В 1979 году Бальдвин вывел команду в четвертьфинал кубка Фарерских островов впервые в её истории. В конце сезона-1979 он покинул «Б68». В 1982 году его назначили играющим главным тренером «СИ Сёрвоавур». Он проработал наставником этого клуба 1 сезон. В 1989 году Бальдвин возглавил дублирующий состав «Б36». Под его руководством «Б36 II» провёл 17 матчей сезона-1989, из которых клуб выиграл 5, 2 свёл вничью и 10 проиграл. После ухода из «Б36 II» Бальдвин оставил тренерскую деятельность.

## Судейская карьера
Бальдвин начал судейскую карьеру ещё будучи футболистом. Свой первый матч в роли главного арбитра от клуба «Б36» он отсудил 26 мая 1974 года, это была встреча клубов «КИ» и «ХБ» в рамках высшей фарерской лиги. За свою карьеру Бальдвин отсудил финальных 8 матчей кубка Фарерских островов, а также 4 международные встречи. В 1994 году он отработал свой последний сезон в роли арбитра, закончив судейскую карьеру матчем между «ХБ» и «КИ». Всего за карьеру Бальдвин отсудил 158 встреч.